# کولمباخ
شهر کولمباخ (به آلمانی: Kulmbach) در ایالت بایرن در کشور آلمان واقع شده‌است.

## نگارخانه

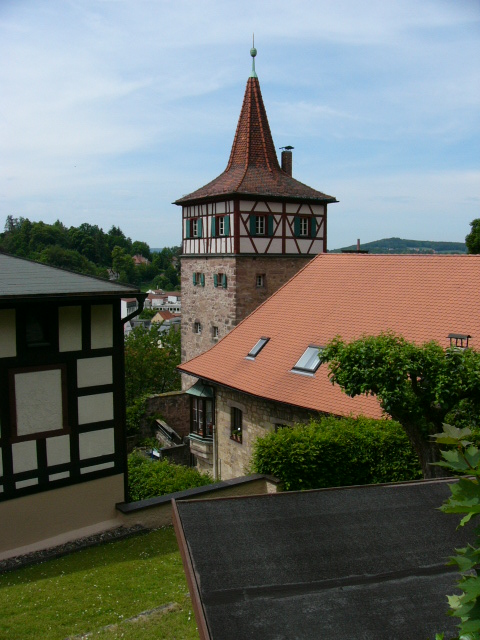
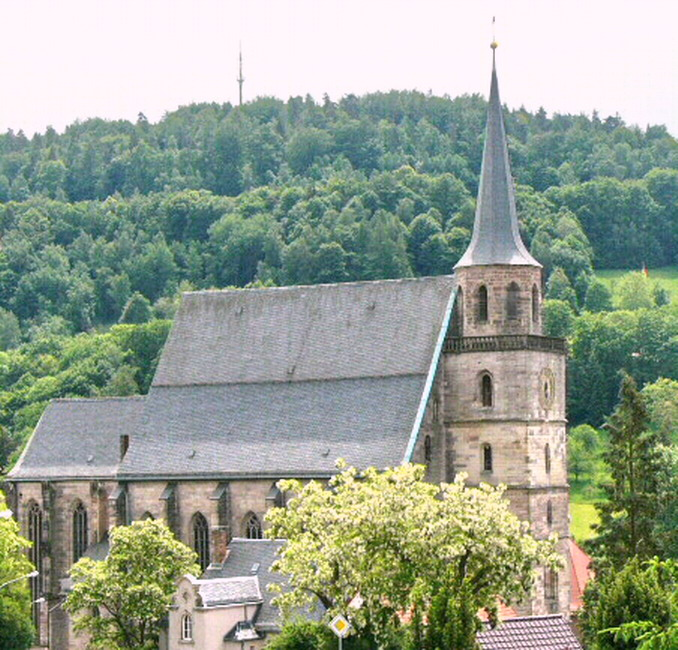